# Juan Rocasolano Camacho
Juan Rocasolano Camacho, plus connu comme Rocasolano II, né le 27 mars 1913 à Madrid et mort dans la même ville en 1953, était un footballeur espagnol qui jouait au poste de milieu de terrain, qui a eu une brève expérience d'entraîneur. Il est le grand-oncle de la reine d'Espagne Letizia.

## Biographie
Il se fait appeler Rocasolano II car son frère Blas Rocasolano est aussi footballeur. Après avoir joué pour la Cultural y Deportiva Leonesa lors de la saison 1931-1932, Rocasolano est recruté par le Betis Séville avec qui il débute en Première division.
Il joue ensuite avec le Club Hispano de Castrillón, le FC Melilla, le Mirandilla FC, CD Nacional de Madrid, EC Granollers et Cartagena FC avant de rejoindre le Real Murcie avec qui il remporte le championnat de Deuxième division en lors de la saison 1939-1940. 
En 1940, Rocasolano est recruté par le FC Barcelone. Il débute lors d'un match contre l'Athletic Bilbao (victoire 7 à 5 avec un but de Rocasolano).
En 1941, il rejoint le CD Constancia, puis le SD Ponferradina. C'est dans ce club qu'il prend sa retraite sportive en 1945. En 1948, le SD Ponferradina le recrute comme entraîneur.
Il décède à Madrid en 1953 à l'âge de 40 ans.

## Palmarès
- Championnat d'Espagne de football D2
  - Champion en 1940